# Europese kampioenschappen kyokushin karate (IKO)
De Europese kampioenschappen kyokushin karate zijn door de International Karate Organization (IKO) georganiseerde kampioenschappen voor Kyokushinkai karateka's.

## Historiek
Na de dood van Masutatsu Oyama op 26 april 1994 en de aanstelling van diens opvolger Shokei Matsui vonden er verschillende afscheuringen binnen de IKO plaats. Elk van die facties organiseerde vervolgens onder meer hun eigen Europese kampioenschappen. Voor de in 1997 afgesplitste WKO zijn dit de Europese kampioenschappen shinkyokushin karate, voor de in 1999 afgesplitste IKO Matsushima zijn dit de Europese kampioenschappen kyokushin karate en voor de in 2006 afgesplitste KI ten slotte zijn dit de Europese kampioenschappen kyokushin-kan karate. 

## Edities
| Editie | Jaar | Locatie                      |
| ------ | ---- | ---------------------------- |
| 1      | 1978 | Londen (Verenigd Koninkrijk) |
| 2      | 1982 | Londen (Verenigd Koninkrijk) |
| 3      | 1985 | Barcelona (Spanje)           |
| 4      | 1987 | Katowice (Polen)             |
| 5      | 1989 | Boedapest (Hongarije)        |
| 6      | 1991 | Zaragoza (Spanje)            |
| 7      | 1993 | Varna (Bulgarije)            |
| 8      | 1995 | Boekarest (Roemenië)         |
| 9      | 1996 | Volos (Griekenland)          |
| 10     | 1997 | Gdańsk (Polen)               |
| 11     | 1998 | Zaragoza (Spanje)            |
| 12     | 1999 | Kiev (Oekraïne)              |
| 13     | 2000 | Porto (Portugal)             |
| 14     | 2001 | Szentes (Hongarije)          |
| 15     | 2002 | Varna (Bulgarije)            |
| 16     | 2003 | Oezjhorod (Oekraïne)         |
| 17     | 2004 | Riesa (Duitsland)            |
| 18     | 2005 | Varna (Bulgarije)            |
| 19     | 2006 | Barcelona (Spanje)           |
| 20     | 2007 | Volos (Griekenland)          |
| 21     | 2008 | Vitoria (Spanje)             |
| 22     | 2009 | Kiëv (Oekraïne)              |
| 23     | 2010 | Boekarest (Roemenië)         |
| 24     | 2011 | Padova (Italië)              |
| 25     | 2012 | Boedapest (Hongarije)        |
| 26     | 2013 | Kiëv (Oekraïne)              |
| 27     | 2014 | Varna (Bulgarije)            |
| 28     | 2015 | Berlijn (Duitsland)          |
| 29     | 2016 | Varna (Bulgarije)            |
| 30     | 2017 | Lyon (Frankrijk)             |
| 31     | 2018 | Varna (Bulgarije)            |
| 32     | 2019 | Wrocław (Polen)              |